# Grzybno (powiat kartuski)
Grzybno (kaszub. Grzëbno) – wieś kaszubska w Polsce, położona w województwie pomorskim, w powiecie kartuskim, w gminie Kartuzy przy drodze wojewódzkiej nr 224. 
Południowo-wschodnim obrzeżem Grzybna prowadzi zawieszona obecnie, linia kolejowa Kartuzy-Lębork.
W obszar wsi wchodzą:
| Integralne części wsi Grzybno | Integralne części wsi Grzybno | Integralne części wsi Grzybno |
| SIMC                          | Nazwa                         | Rodzaj                        |
| ----------------------------- | ----------------------------- | ----------------------------- |
| 0163191                       | Grzybno Dolne                 | część wsi                     |
| 0163200                       | Grzybno Górne                 | część wsi                     |
| 0163216                       | Melgrowa Góra                 | część wsi                     |
| 0163222                       | Pieciska                      | część wsi                     |
| 0163239                       | Sarnowo                       | część wsi                     |

W Grzybnie znajduje się parafia Niepokalanego Poczęcia Najświętszej Maryi Panny. 
Na południe od Grzybna płynie rzeka, która później staje się jednym z dopływów Raduni. Na południowych obrzeżach wsi znajduje się Jezioro Klasztorne Duże. Miejscowość otoczona jest lasem od strony północnej i południowej.
W latach 1975–1998 miejscowość administracyjnie należała do województwa gdańskiego.